# Stäppjordstjärna
Stäppjordstjärna (Geastrum pseudolimbatum) är en svampart som tillhör divisionen basidiesvampar, och som beskrevs av Ladislaus(Lászlo) Hollós. Stäppjordstjärna ingår i släktet jordstjärnor, och familjen jordstjärnor. Enligt den svenska rödlistan är arten starkt hotad i Sverige. Arten förekommer i Götaland och Öland. Artens livsmiljö är jordbrukslandskap, skogslandskap.